# الهجرة إلى اليمن
الهجرة إلى اليمن تشير إلى وصول المهاجرين من بلدان خارج اليمن، باحثين عن اللجوء. بحلول أغسطس 2015 بلغ عدد المهاجرين الصوماليين 246,648 لاجئ،  بالإضافة إلى آلاف المهاجرين من بلدان أفريقية أخرى مثل إثيوبيا.

## المهاجرين الصوماليين
المهاجرين من الصومال الفارين من الحرب الأهلية الصومالية الطويلة يشكلون عدداً كبيراً من المهاجرين في اليمن. مسح اللاجئين العالمي لعام 2008، الصادر عن «اللجنة الأمريكية» للاجئين والمهاجرين، تقدر أن الصوماليين في اليمن 110,600 في عام 2007، وهو جزء صغير من المواطنين الصوماليين المقدر قوامها 700,000 الذين يعيشون ويعملون في اليمن. وصل نحو 50,000 من المهاجرين من إفريقيا في 2008 مقارنة مع نحو 30,000 في عام 2007، مع معظم القادمين من الصومال. العديد من المهاجرين يقومون بالرحلة الخطرة من الصومال إلى اليمن عبر خليج عدن، وكثير منهم يغرق. وفقاً لأندرو نايت المفوضية، في عام 2008، 384 من المهاجرين على الأقل يموتون غرقاً في عرض البحر، بينما 359 آخر في عداد المفقودين؛ في عام 2007، كان عدد القتلى 654 من المهاجرين غرقوا في البحر و654 آخر في عداد المفقودين.
بحلول أغسطس 2015 بلغ عدد المهاجرين الصوماليين 246,648 لاجئ.

## الهجرة اليمنية
اليمنيين أيضاً يهاجرون إلى جميع أنحاء منطقة الشرق الأوسط للعمل. كان هناك حوالي 928,000 من المهاجرين اليمنيين في البلدان العربية والإفريقية في عام 2003، بما في ذلك 700,000 في المملكة العربية السعودية. في حادث مثير للجدل في نيسان/أبريل 2008، أحرقت السلطات السعودية 18 من المهاجرين غير الشرعيين اليمنيين حتى الموت في قرية حدودية.